# Ken Bone (kosárlabdaedző)
Kenneth Walter Bone (Seattle, Washington, 1958. május 21. –) amerikai kosárlabdázó és kosárlabdaedző, 2018-tól a Pepperdine Waves segédedzője.

## Fiatalkora
A Shorecrest Középiskolában érettségizett. Édesapja szintén kosárlabdaedző volt. A Shoreline Főiskolán és az Edmonds Főiskolán kosárlabdázott, majd átiratkozott a Seattle Pacific Universityre, ahol két évig cserejátékos volt. Testnevelési alapdiplomáját 1983-ban, sportügyvivői mesterdiplomáját 1993-ban szerezte.

## Pályafutása
Az 1980-as évek elején a Shoecrest Középiskola és a Stanislaus State Warriors helyettese, majd 1984-től utóbbi csapat vezetőedzője volt. 1986-tól a Seattle Pacific Falcons helyettese, 1990-től vezetőedzője lett. A csapat nyolcszor vett részt az NCAA bajnokságán, 2000-ben az elődöntőig jutottak. 2005-től 2009-ig a Portland State Vikings vezetőedzője volt; a 2007–08-as szezonban a csapat először (majd 2009-ben másodszorra is) kijutott az NCAA bajnokságára, ezért a Big Sky Conference az év edzőjének választotta.
2009-ben hét évre a Washington State Cougarshoz szerződött, de 2014-ben a 10–21-es eredménye miatt kirúgták. Ezután a Montana Grizzlies, majd a Gonzaga Bulldogs munkatársa volt, 2018-ban pedig a Pepperdine Waves segédedzője lett.
Az ország egyik legjobb egyetemi támadóedzőjeként tartják nyilván.

## Eredményei vezetőedzőként
| Szezon | Eredmény                                                       | Eredmény                                                       | Helyezés                                                       | Továbbjutás                                                    |
| Szezon | Összesen                                                       | Konferencia                                                    | Helyezés                                                       | Továbbjutás                                                    |
| Cal State Stanislaus (Northern California Athletic Conference)                                                | Cal State Stanislaus (Northern California Athletic Conference) | Cal State Stanislaus (Northern California Athletic Conference) | Cal State Stanislaus (Northern California Athletic Conference) | Cal State Stanislaus (Northern California Athletic Conference) |
| --- | -------------------------------------------------------------- | -------------------------------------------------------------- | -------------------------------------------------------------- | -------------------------------------------------------------- |
| 1984–85 | 5–20                                                           | 1–13                                                           | –                                                              | –                                                              |
| Cal State: | 5–20 (.200)                                                    | –                                                              | –                                                              | –                                                              |
| Olympic Rangers (Northwest Athletic Association of Community Colleges)                                        |                                                                |                                                                |                                                                |                                                                |
| 1985–86 | 12–14                                                          | 6–6                                                            | 4.                                                             | –                                                              |
| Olympic: | 12–14 (.462)                                                   | 6–6 (.500)                                                     | –                                                              | –                                                              |
| Seattle Pacific Falcons (Great Northwest/Pacific West Conference)                                             |                                                                |                                                                |                                                                |                                                                |
| 1990–91 | 17–10                                                          | 5–3                                                            | T–1.                                                           | –                                                              |
| 1991–92 | 23–8                                                           | 7–3                                                            | T–1.                                                           | –                                                              |
| 1992–93 | 21–9                                                           | 7–3                                                            | T–3.                                                           | –                                                              |
| 1993–94 | 18–10                                                          | 6–6                                                            | T–3.                                                           | NCAA első kör                                                  |
| 1994–95 | 20–9                                                           | 9–3                                                            | 1.                                                             | NCAA Sweet Sixteen                                             |
| 1995–96 | 23–6                                                           | 9–3                                                            | T–1.                                                           | NCAA Sweet Sixteen                                             |
| 1996–97 | 18–9                                                           | 6–6                                                            | T–3.                                                           | –                                                              |
| 1997–98 | 18–12                                                          | 7–5                                                            | T–2.                                                           | NCAA Sweet Sixteen                                             |
| 1998–99 | 23–8                                                           | 12–6                                                           | T–3.                                                           | NCAA Sweet Sixteen                                             |
| 1999–00 | 27–5                                                           | 12–2                                                           | 1.                                                             | NCAA Final Four                                                |
| 2000–01 | 21–6                                                           | 14–4                                                           | 2.                                                             | NCAA első kör                                                  |
| Seattle Pacific Falcons (Great Northwest Athletic Conference)                                                 |                                                                |                                                                |                                                                |                                                                |
| 2001–02 | 24–5                                                           | 15–3                                                           | T–1.                                                           | NCAA második kör                                               |
| Seattle Pacific:                                                                                              | 252–98 (.721)                                                  | 109–47 (.699)                                                  | –                                                              | –                                                              |
| Portland State Vikings (Big Sky Conference)                                                                   |                                                                |                                                                |                                                                |                                                                |
| 2005–06 | 12–16                                                          | 5–9                                                            | T–5.                                                           | –                                                              |
| 2006–07 | 19–13                                                          | 9–7                                                            | 4.                                                             | –                                                              |
| 2007–08 | 23–10                                                          | 14–2                                                           | 1.                                                             | NCAA Round of 64                                               |
| 2008–09 | 23–10                                                          | 11–5                                                           | T–2.                                                           | NCAA Round of 64                                               |
| Portland State:                                                                                               | 77–49 (.611)                                                   | 44–23 (.657)                                                   | –                                                              | –                                                              |
| Washington State Cougars (Pacific-10/Pac-12 Conference)                                                       |                                                                |                                                                |                                                                |                                                                |
| 2009–10 | 16–15                                                          | 6–12                                                           | 10.                                                            | –                                                              |
| 2010–11 | 22–13                                                          | 9–9                                                            | 6.                                                             | NIT elődöntő                                                   |
| 2011–12 | 19–18                                                          | 7–11                                                           | T–8.                                                           | CBI második hely                                               |
| 2012–13 | 13–19                                                          | 4–14                                                           | T–11.                                                          | –                                                              |
| 2013–14 | 10–21                                                          | 3–15                                                           | 11.                                                            | –                                                              |
| Washington State:                                                                                             | 80–86 (.482)                                                   | 29–62 (.319)                                                   | –                                                              | –                                                              |
| Összesen: | 429–266 (.617)                                                 | –                                                              | –                                                              | –                                                              |
| Jelmagyarázat: Konferenciaszezon-bajnok Konferenciaszezon- és konferenciatorna-bajnok Konferenciatorna-bajnok |                                                                |                                                                |                                                                |                                                                |

## Fordítás
- Ez a szócikk részben vagy egészben  a   Ken Bone (basketball) című angol Wikipédia-szócikk ezen változatának fordításán alapul.  Az eredeti cikk szerkesztőit annak laptörténete sorolja fel. Ez a jelzés csupán a megfogalmazás eredetét és a szerzői jogokat jelzi, nem szolgál a cikkben szereplő információk forrásmegjelöléseként.